# وتگه
وتگه (به ترکی آذربایجانی: Vətəgə) یک منطقه مسکونی در جمهوری آذربایجان است که در شهرستان ایمیشلی و در دهستان ساریخانلی واقع شده است.